# Monte Penna (provincia di Arezzo)
Il monte Penna (1.289 m s.l.m.), a volte detto monte Penna de La Verna è un monte di forma trapezoidale dell'Appennino toscano. Si trova nella provincia di Arezzo, in comune di Chiusi della Verna. È ricompreso nel Parco nazionale delle Foreste Casentinesi, Monte Falterona e Campigna.

## Storia
Come riportato da Tommaso da Celano e da Bonaventura di Bagnoregio (con versioni non coincidenti), il monte è legato all'episodio delle stimmate di San Francesco dopo una visione del Crocefisso  come serafino (Tommaso da Celano) o di Cristo (Bonaventura). L'episodio è stato rappresentato da Giotto. Sul versante meridionale, a 1128 m s.l.m., si trova dal 1260 il santuario francescano della Verna.
Dante Alighieri lo definì "Crudo sasso intra Tevero et Arno..." indicando il luogo in cui San Francesco di Assisi ricevette le stimmate.
Lo stesso monte fu frequentato da Sant'Antonio di Padova; ne dà testimonianza la cappella ad egli dedicata, presente nel Santuario della Verna.